# 蝉丸

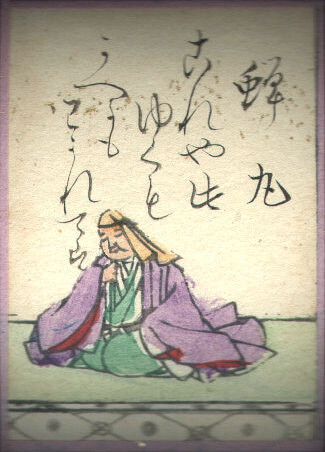
蝉丸（百人一首より）

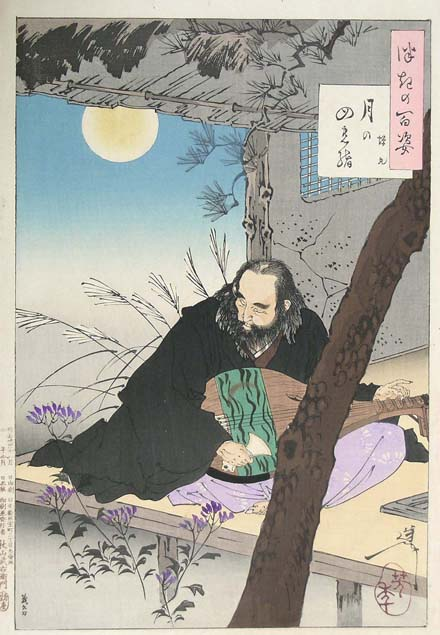
『月の四の緒』（月岡芳年『月百姿』）

蝉丸（せみまる）は、平安時代前期の歌人。古くは「せみまろ」とも読む。

## 人物

### 生涯
史料上の初見は天暦5年（951年）の『後撰和歌集』で、「逢（相）坂の関に庵室を作りて住み侍りけるに、行きかふ人を見て」と詞書があり、「これやこの 行くも帰るもわかれつつ 知るも知らぬも あふさかの関」という和歌が詠まれている（『後撰和歌集』雑一・1089番）。一般的にはこの歌が『小倉百人一首』に収録されていることで知られている（ただし『小倉百人一首』（蝉丸・10番）や『源平盛衰記』（45・蝉丸・232番）では三句目が異なり「これやこの 行くも帰るも別れては 知るも知らぬも逢坂の関」となっている）。
出自伝承の振れ幅が大きく、物乞いとするものがある一方、醍醐天皇の第四皇子とするものなどもある。また、宇多天皇の皇子敦実親王の雑色、光孝天皇の皇子とするものもある。
盲であり琵琶の名手という伝承から、仁明天皇の第四宮人康親王と同一人物という説もある。『平家物語』巻十「海道下り」では、醍醐天皇の第四宮として山科の四宮河原に住んだとあり、平家を語る琵琶法師・盲僧琵琶の職祖とされている。
一方、『古本説話集』上二四「蝉丸事」では逢坂関で往来の人に物乞いして生活しており琴なども弾いたという。『俊頼髄脳』でもほぼ同様に琵琶を弾いて行き交う人に物を乞いながら生活していたという。
なお、歌論書『兼載雑談』などでは和歌に行き交う人を見る様子があることから盲目であったとする説を否定し、盲目というのは世のしがらみを捨てた意味であるとする。関清水蝉丸宮の縁起類には時期に若干の相違はあるが開眼譚を含むものが多い。
生没年は不詳である。没年に関して『寺門伝記補録』や『関清水神社由緒書』は、天慶9年（946年）9月24日に逢坂山の麓で亡くなり関明神に合祀されたとしている。一般には旧暦5月24日もしくはグレゴリオ暦の6月24日（月遅れ）が「蝉丸忌」とされている。

### 和歌
勅撰和歌集には計4首が「蝉丸」として採録されているが、確実に蝉丸が詠んだのは上の『後撰和歌集』の歌である。
1. これやこの行くも帰るも別れつつ知るも知らぬも逢坂の関（『後撰和歌集』）[2]
2. 世の中はとてもかくても同じこと宮も藁屋も果てし無ければ（『新古今和歌集』雑下・1851番）[2]
  - 『和漢朗詠集』下・述懐・764番に同じ歌が採録されているが作者名は記されておらず、本来は伝承歌だったと考えられている[2]。
  - 三句目が『俊頼髄脳』『古本説話集』『源平盛衰記』では「ありぬべし」、『和歌童蒙抄』では「過ぐしてん」、『今昔物語』では「過ごしてん」となっている[2]。
3. 逢坂の関の嵐の激しきにしひてぞ居たる世を過ぎんとて（『続古今和歌集』雑中・1725番）[2]
  - 『古今和歌集』雑下・988番に読人不知の類歌（「逢坂の嵐の風は寒けれど行くへ知らねばわびつつぞ寝る」）が既に存在していることなどから、蝉丸の説話から生み出されたのではないかという指摘がある[2]。
  - 五句目が『江談抄』では「世を過ぐすとて」、『今昔物語』では「世を過ごすとて」となっている[2]。
4. 秋風になびく浅茅の末ごとに置く白露のあはれ世の中（『新古今和歌集』雑下・1850番）[2]
  - 『新撰朗詠集』にも採録されている[2]。

## 蝉丸の伝承と逸話

### 伝承
『今昔物語集』によれば逢坂の関に庵をむすんだという。具体的には『今昔物語集』巻二十四「源博雅朝臣行会坂盲許語第二十三」に「会坂ノ関ニ一人ノ盲、庵ヲ造リ住ケリ、名ヲ蝉丸トソ云ケル」とあり、源博雅が逢坂の関に住む蝉丸が琵琶の名人であると聞き通ったという。
今昔物語集の影響を受けたとされる『江談抄』第三「博雅三位習琵琶事」では、蝉丸の名は出てこないが、逢坂山に住む琵琶の名手が秘曲「流泉啄木」を一子相伝しており、これを聞いた源博雅が3年間通いつづけて秘伝を相伝してもらったという。

### 芸能
- 能に『蝉丸』（4番目物の狂女物）という曲がある。逆髪という姉が逢坂の関まで尋ねてきて、2人の障害をもった身をなぐさめあい、悲しい別れの結末になる。この出典は明らかでない。
- 近松門左衛門作の人形浄瑠璃にも『蝉丸』がある[8]。蝉丸は女人の怨念で盲目となるが、最後に開眼する。

## 蝉丸に関する史跡
- 関蝉丸神社- 滋賀県大津市逢坂山にある蝉丸を祀った神社
- 蝉丸の墓 - 福井県越前町には蝉丸の墓と伝えられる石塔がある
- 蝉丸神社- 鳥取県米子市にある蝉丸を祀った神社[9]
- 蝉丸神社- 滋賀県大津市大谷町にある蝉丸（蝉丸大神）を祀った神社

## 備考
- 百人一首カルタの絵札では、禿げ上がった後頭部が露呈した後ろ向きの姿や、帽子（もうす）を被った姿といった、いわゆる「坊主」の絵札の中では唯一、特徴的な姿で描かれることが多いため、坊主めくりなどの遊びでは、トランプでいうジョーカーに相当する札とされる場合がある。また「これやこの～」は、百人一首の百首の中で唯一、濁点・半濁点が全く使われていない歌である[10]。
- 名神高速道路に名前のついたトンネルがある。蝉丸神社の裏手と、関蝉丸神社上社の裏手を結ぶように、逢坂山の下に「蟬丸トンネル」（大津IC/SA - 京都東IC間：上り線387 m・下り線376 m）が走る。